# Aykut Demir
Muhammet Aykut Demir (Bergen op Zoom, 22 ottobre 1988) è un calciatore turco, difensore svincolato.

## Carriera

### Club
Ha giocato nella prima divisione olandese ed in quella turca.

### Nazionale
Nel 2013 ha giocato una partita con la nazionale turca.